# فري دسكتوب.أورج

Freedesktop.org houses some of the core programs of the free software desktop

فري دسكتوب.أورج هو مشروع يعمل على تسهيل العمل ومشاركة التقنيات الأساسية بين بيئات أسطح مكتب البرمجيات الحرة لنظام النوفذة إكس على لينكس وأنظمة التشغيل الشبيهة بيونكس الأخرى. أسسه Havoc Pennington (من رد هات) في مارس 2000.
تركز المؤسسة على المستخدم. توجد العديد من بيئات التطوير على إكس وم المستبعد تغر هذا، لكن تهدف المنظمة إلى التأكد من أن الاختلافات بينها ليست ظاهرة للمستخدم.
أشهر بيئات سطح المكتب الحرة -جنوم وكدي وإكسفس- تتعاون مع المشروع.
عرف فري دسكتوب.أورج سابقا باسم X Desktop Group، وما زال الاختصار "XDG" شائعا في أعماله.

## وصلات خارجية
- موقع المشروع